# Kintore, Skottland
Kintore är en ort i Storbritannien.   Den ligger i kommunen Aberdeenshire och riksdelen Skottland, i den norra delen av landet, 600 km norr om huvudstaden London. Kintore ligger 51 meter över havet och antalet invånare är 2 170.
Terrängen runt Kintore är huvudsakligen platt. Kintore ligger nere i en dal.Runt Kintore är det tätbefolkat, med 276 invånare per kvadratkilometer. Närmaste större samhälle är Aberdeen, 18,1 km sydost om Kintore. Trakten runt Kintore består i huvudsak av gräsmarker.